# Steinsdalsfossen

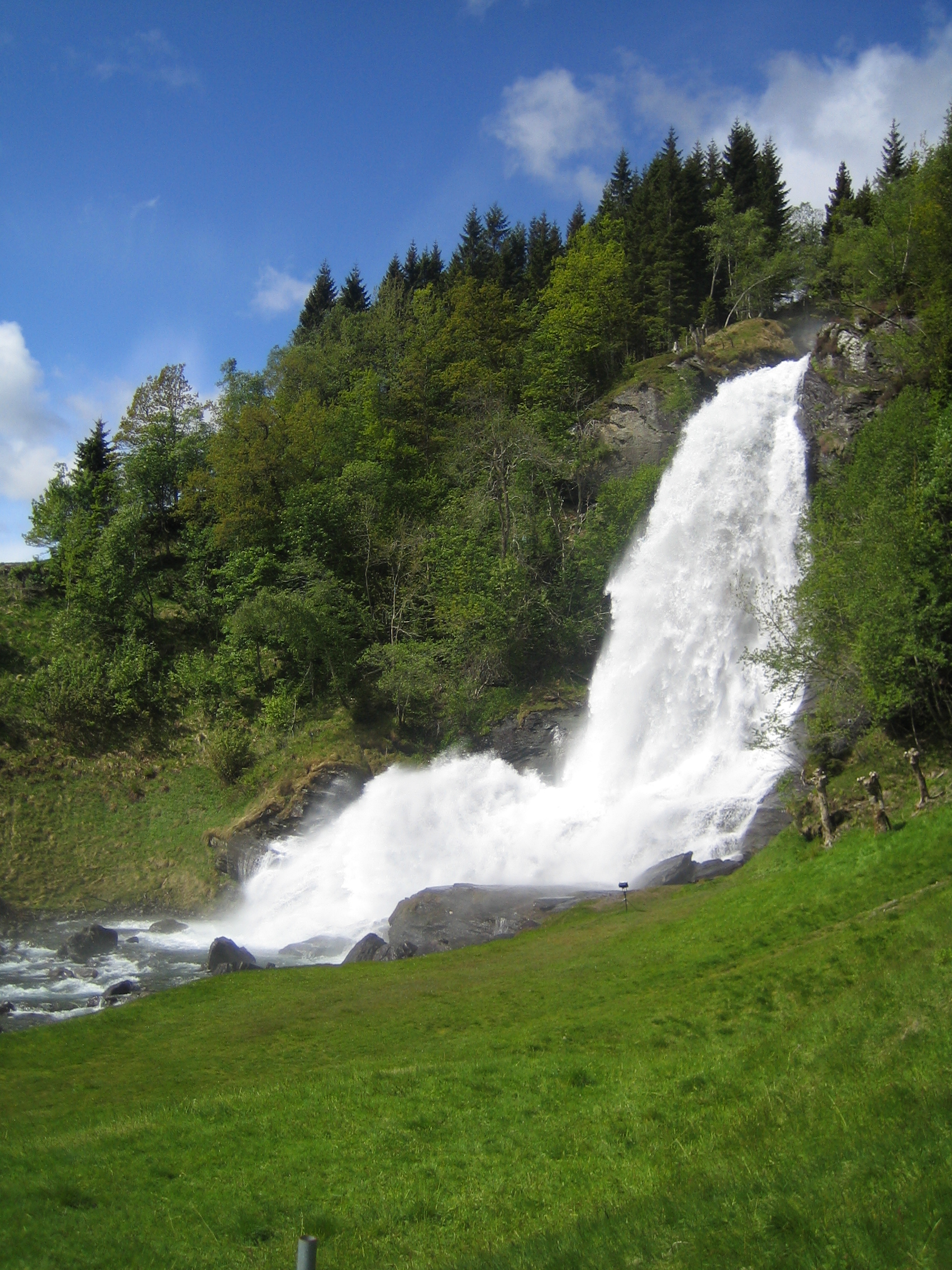
Steinsdalsfossen es visitada por 300.000 turistas cada año.

Steinsdalsfossen (También llamado Øvsthusfossen o Øfsthusfossen) es una cascada en el pueblo de Steine en el municipio de Kvam en el condado de Hordaland, Noruega.  La cascada está localizada aproximadamente 2 kilómetros al oeste de la ciudad de Norheimsund la cual se encuentra a lo largo del Hardangerfjorden.
La cascada es una de los sitios turísticos más visitados en Noruega.  Desde el aparcamiento, el camino va hacia la cascada, en lo alto de un cerro, y detrás es por donde los visitantes pueden andar por "detrás" de la cascada. Steinsdalsfossen tiene 46 metros de altura, con una caída principal de 20 metros, y tiene el volumen más grande cuando la nieve se funde entre mayo y junio. Steinsdalsfossen es parte del río Fosselva que proviene del agua del lago Myklavatnet, localizado a 814 metros por encima del nivel del mar.

## Historia
El Emperador Guillermo II de Alemania visitaba Steinsdalsfossen cada verano (excepto dos años) de 1889 hasta el inicio de la Primera Guerra Mundial en 1914.
En la Expo 2000 (en Hannover, Alemania) Noruega estuvo representada con una instalación en la cual había una réplica de 15 metros de Steinsdalsfossen.